# Hjortahammar

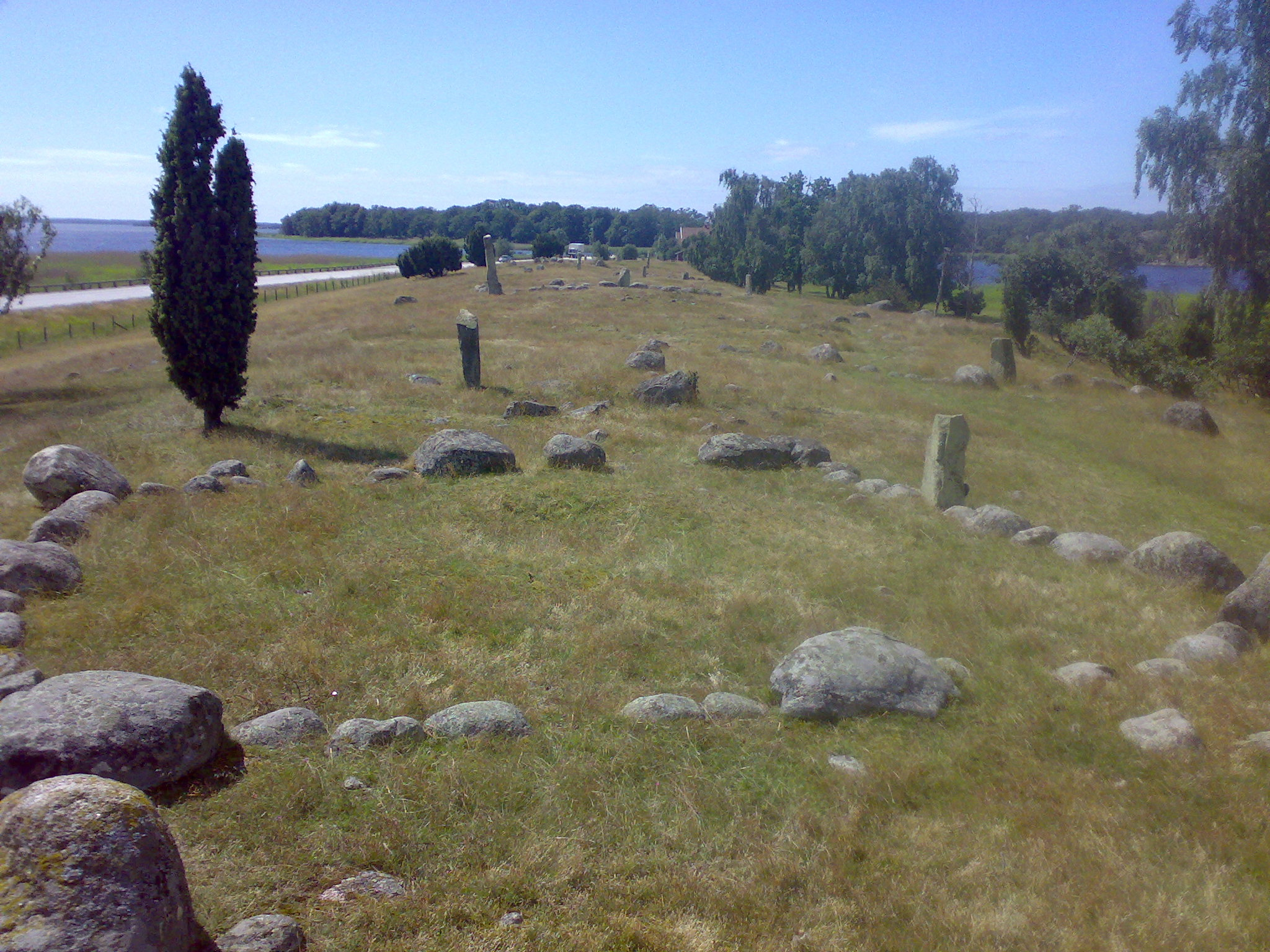
Hjortahammar gravfält sett från norr. Närmast ses rundgravar från järnåldern. Till höger skeppssättning och längst bak gravstenar från vikingatid.

Hjortahammar är ett gravfält i Förkärla socken i Ronneby kommun, nära ön Hasslö i Blekinge.
Gravfältet ligger vackert i nord-sydlig riktning uppe på en låg ås som avskiljer vatten på båda sidor. Ca 120 synliga fornlämningar är bevarade. Den norra delen av gravfältet har anlagts under den äldre järnåldern och här finns runda stensättningar som endast svagt markerar sig i terrängen. Södra delen av gravfältet har använts under yngre järnålder och här finns 70 runda stensättningar, 8 kvadratiska stensättningar, 4 treuddar, 5 gravhögar, 10 skeppssättningar, 5 stenrader och 8 resta stenar. Den största skeppssättningen är 40 meter lång, 12 meter bred och består av 9 resta stenar varav den högsta är 1,8 meter hög.
Hjortahammar har redan under vikingatiden varit en stor hamnanläggning vilket tyder på en central marknadsplats. Kraftiga pålspärrssystem under vatten från sent 1000-tal vittnar om detta. Hjortahammar var en av de viktigaste bondehamnarna i Blekinge fram till sextonhundratalets mitt.
Gravfältet är en del av naturreservatet Vambåsa hagmarker.